# Arts前橋
Arts前橋（日语： ātsu maebashi），是日本群馬縣前橋市的美術館，在2013年開業。

## 設計

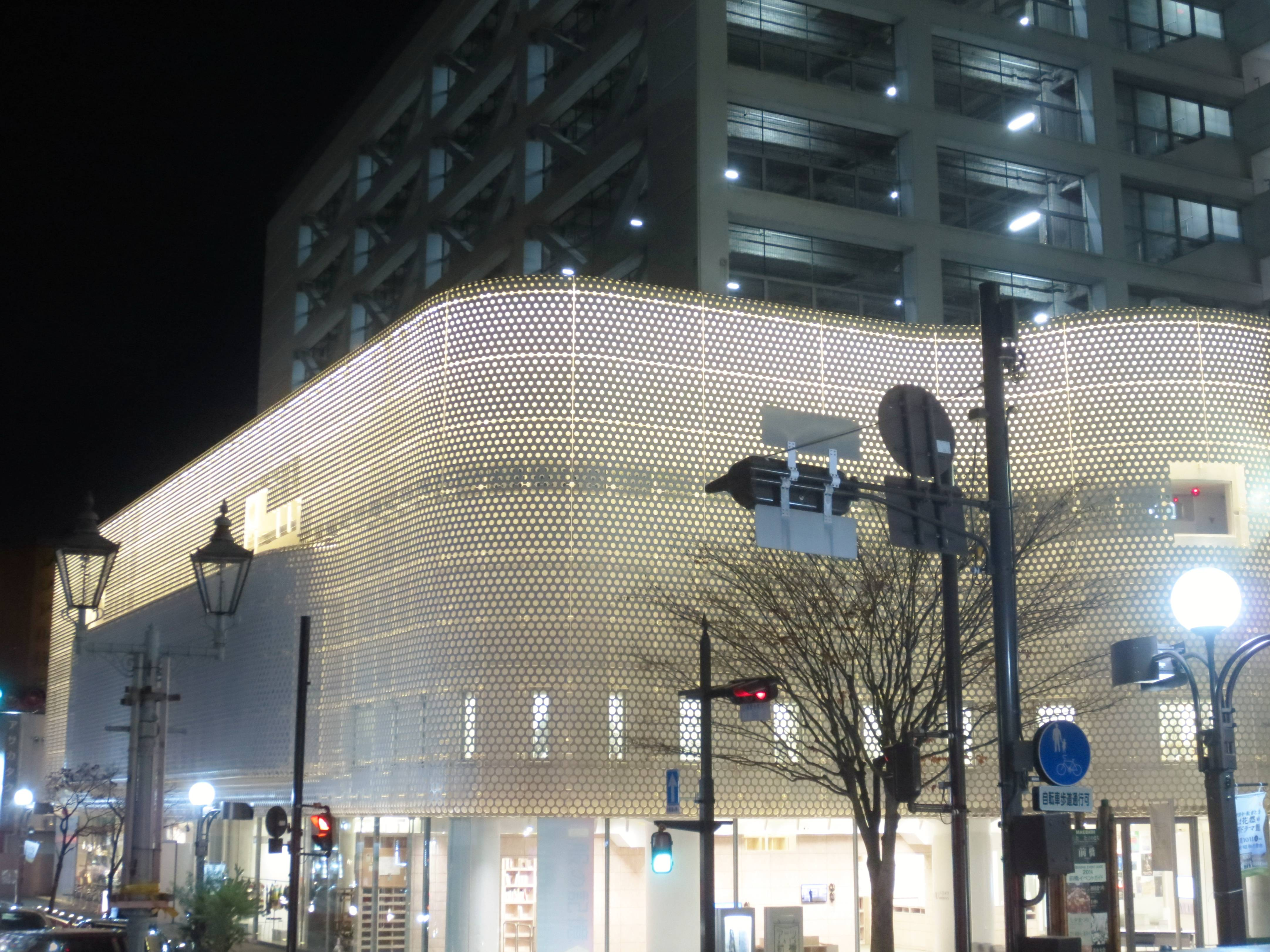
藝術館夜景

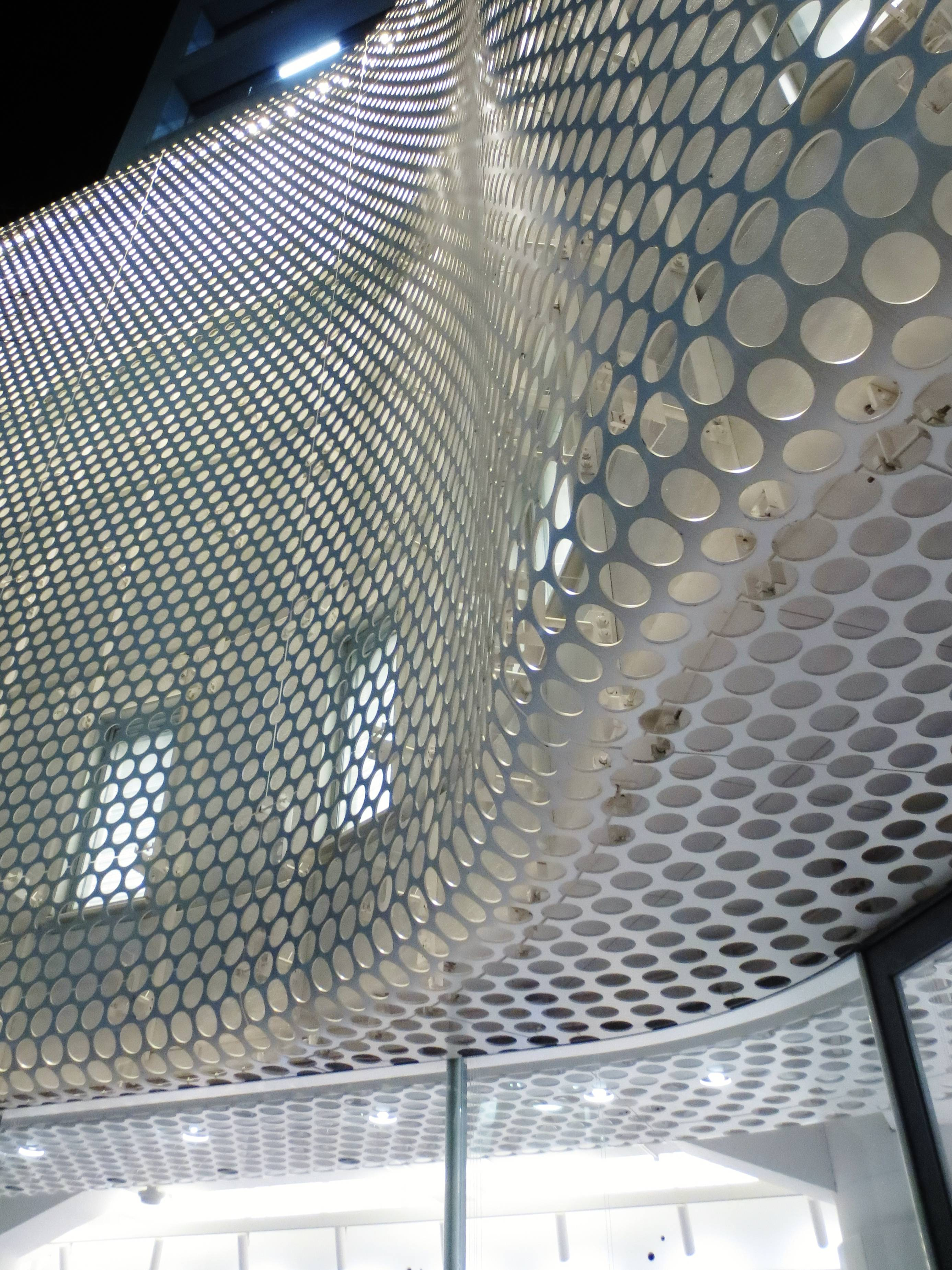
建築外表

Arts前橋所處的建築是由西友Livin前橋店的大樓改造而來，該大樓由坂倉建築研究所設計，於1987年完工。建築為鋼架鋼筋混凝土結構，即部分為鋼架。Arts前橋啟用了原建築的第一層、第二層和地下室，合計5,517.38平方公尺。第三層設置了電影院前橋電影院，從第四層開始是多層停車場，可容納314輛車。
外觀的改造工程由水谷俊博建築設計事務所設計。鋁製白色的穿孔金屬修築在外牆上，創造了建築的新外觀。在內部工程中，原有的自動扶梯被拆除，位置位置被改造成一個中庭，高度較低的商場建築，也被改造成高大的空間。中庭被不同大小的展覽室所包圍。該建築也引入了無障礙改造，設計了有輪椅可進入的電梯、坡道和供造口人使用的多功能廁所。

## 歷史
2007年，前橋市開始規劃建立一個藝術館。在向市民研討會、各種研究委員會收集公眾意見後，2010年7月，前橋市制定了藝術館的基本概念，隨後在2010年11月制定了藝術館的規劃。藝術館將由原西友Livin前橋店改造而成，水谷俊博建築設計事務所被選為藝術館的設計者。建設工作於2011年12月開始，於2012年10月完成。與此同時，在2012年2月舉行的前橋市市長選舉中，曾反對開設藝術館的山本龍當選，不過他後來在一次委員會會議上表示支持藝術館的建設。
2012年9月，選定名稱「Arts前橋」。2013年3月，藝術館推出了官方網站，並開設了Facebook、Twitter和Flickr等社交媒體的帳戶。7月，住友文彥被任命為藝術館的第一任館長。在7月至9月的試開放後，10月26日，Arts前橋正式開放。
2015年1月7日，群馬縣教育委員會根據《博物館法》指定該藝術館為「博物館相當設施」。
2020年，Arts前橋被發現丟失了幾件藏品。由於此次事件，藝術館成立了一個委員會來調查藏品，博物館在2021年4月至6月底關閉，對藏品進行檢查。

## 藏品丟失事件
2018年12月17日，Arts前橋從群馬縣高崎市兩位已故藝術家的遺屬那裡收到了他們的52件作品，並把它們帶到了原前橋市立第二中學校的電腦室。儘管Arts前橋有一個臨時儲存室用於存放狀況不佳的作品，但這些作品被放在一個沒有空調的廢棄學校裡。2020年1月6日，藝術館確認其中三件作品失踪，2月3日，藝術館共發現六件作品（四幅木刻和兩幅書法）失踪。4月，藝術館向前橋市市長報告了此事，市長指示藝術館與藝術家的家人和其他人聯繫。但直到7月，藝術館才與藝術家的家人進行聯繫，市政府的公開聲明也在11月才發表。這不僅引起了公眾對作品丟失的批評，也引起了對藝術館掩蓋事實的批評。
2020年12月，「Arts前橋作品紛失調查委員會」成立，負責審查資料和進行訪問調查。2021年6月，結成防止再次發生類似事件的委員會。同年10月底，委員會發布調查報告。報告指出，「Arts前橋」的策展人以臨時、兼職為主，人員流動性大，沒有人監督策展人的行為是否合規。同時，也存在藝術品儲存位置訊息不公開的問題。
博物館前館長住友於2021年6月向市政府發出意見書，表示對博物館沒有及時通知藝術家的家人、調查損失原因、及時報告感到遺憾。不過，他也批評調查委員會沒有充分考慮盜竊的可能性。

## 評價
- 平成25年（2013年）度全建獎建築部門
  - 評語：「開館後中心市街地交通量增加，使街中活性化。」[13]
- 2014年優良設計獎100強
  - 評語：「將熟悉的日常空間變成非凡空間的傑作。」[4]
- 第4屆省能、照明設計獎（平成25年度）公共設施、綜合設施部門優秀事例[14]
- 平成25年度照明普及獎[15]
- 空間設計優秀獎2014[16]
- JCD Design Award 2014文化與公共傳播空間部門銀獎[17]
- 第48屆SDA獎標誌設計優秀獎[18]
- iF產品設計獎2015金獎[19]